# 2012년 KIA 타이거즈 시즌
2012년 해태 타이거즈 시즌은 KIA 타이거즈가 KBO 리그에 참가한 12번째 시즌으로, 해태 타이거즈 시절까지 합하면 31번째 시즌이다. 선동열 감독이 팀을 이끈 첫 시즌으로, 팀은 양현종을 빼면 쓸만한 좌완투수 부재에 시달려  8팀 중 5위에 그쳐 포스트시즌 진출에 실패했는데  같은 해 입단한 외국인 좌완투수 라미레스가  어깨 염증 탓인지 1군에 늦게 합류했고 합류 뒤 선발 1경기에 등판했으나 2이닝 만에 강판됐으며 선발보다 불펜을 원하여 선동열 감독과 이견을 보이면서 2012년 5월 24일 웨이버 공시된 게 컸다.

## 타이틀
- 영구결번 지정: 이종범 (7)
- KBO 골든글러브: 이용규 (외야수)
- 조아제약 프로야구대상 재기상: 김진우
- 스포츠토토 올해의 재기상: 김진우
- 카스포인트 어워즈 카스모멘트 Best: 김진우
- 스포츠조선 프로야구 테마랭킹 경기관리능력 1위: 윤석민
- 3월 한국갤럽 선정 가장 좋아하는 한국인 야구선수: 이종범 (6위), 윤석민 (9위)
- 6월 한국갤럽 선정 가장 좋아하는 한국인 야구선수: 이용규 (5위), 윤석민 (7위)
- 한일 프로야구 레전드매치 MVP: 이종범
- 한일 프로야구 레전드매치 올스타: 유남호 (코치), 김봉연 (플레잉코치), 선동열, 조계현, 김성한, 한대화, 이순철, 이종범
- 레전드 올스타 선정 포지션별 현역 최고 선수: 윤석민 (투수), 이범호 (3루수), 이종범 (외야수)
- 올스타 선발: 안치홍 (2루수), 이범호 (3루수), 이용규 (외야수)
- 올스타전 추천선수: 앤서니, 김상훈, 김원섭
- 올스타전 번트왕 우승: 이용규
- 스포츠조선 선정 올스타 베스트10: 이범호 (3루수), 이용규 (외야수)
- 컴투스프로야구2022 타이틀홀더 라인업: 서재응 (선발투수)
- 컴투스프로야구 2010년대 KIA 타이거즈 라인업: 김진우 (선발투수), 서재응 (선발투수)
- 타석: 이용규 (580)
- 실질타석: 이용규 (570)
- 선발 출전(야수): 안치홍 (131)
- 득점: 이용규 (86)
- 도루: 이용규 (44)
- 희생타: 김선빈 (25)
- 완투: 소사 (4)
- 완봉: 서재응, 윤석민 (2)
- BB/K: 이용규 (1.74)
- 이닝 당 출루허용률: 윤석민 (1.00)
- 선발 GSC: 윤석민 (9월 26일 삼성전, 93)

### 퓨처스리그
- 퓨처스 올스타: 임기준, 정상교, 황정립, 유재혁

## 선수단
- 선발투수 : 서재응, 김진우, 윤석민, 소사, 앤서니
- 구원투수 : 박지훈, 홍성민, 라미레즈, 오준형, 박승민, 유동훈, 양현종, 고우석, 조태수, 임준혁, 임기준, 신창호, 한승혁, 손영민, 김건한, 진해수, 심동섭, 박경태
- 마무리투수 : 한기주, 최향남, 김성계, 김종훈, 이정훈
- 포수 : 차일목, 한성구, 김상훈, 이성우, 송산
- 1루수 : 최희섭, 황정립, 조영훈, 김주형
- 2루수 : 안치홍, 정상교
- 유격수 : 김선빈, 이현곤
- 3루수 : 박기남, 이범호, 윤해진, 홍재호
- 좌익수 : 김원섭, 이종환
- 중견수 : 이용규, 이호신
- 우익수 : 김상현, 이준호, 최훈락, 신종길
- 지명타자 : 나지완

## 여담
- 홈구장인 무등 야구장의 필드 터프를 천연 잔디로 교체했다.
- 기아 챌린저스 필드를 2군 구장으로 사용한 첫 시즌이다.
- 이종범은 만 40세 때부터의 통산 희생타 18개로 KBO 리그 40대 타자 통산 최다 기록을 세웠다.

## 같이 보기
- 2010년 KIA 타이거즈 시즌